# INTEGRAL-observatoriet
För andra betydelser, se Integral (olika betydelser).
INTEGRAL, INTErnational Gamma-Ray Astrophysics Laboratory, är ett satellitburet observatorium för att studera de mest extrema fenomenen i universum.
Eftersom varken gammastrålning eller röntgenstrålning tränger igenom jordens  atmosfär, måste direkta observationer utföras från rymden. Integral är utrustad med fyra rymdteleskop, vars instrument samtidigt kan registrera bilder, spektra och ljuskurvor över ett brett energiområde i röntgen- och gammstrålning. Samtidigt tar ett instrument bilder i vanligt synligt ljus.

## Uppdrag
INTEGRAL är en ESA mission inom röntgen- och gammaastronomi i samarbete sen 20 år tillbaka med Ryska rymdflygstyrelsen och  NASA. INTEGRAL sköts upp från Bajkonur, Kazakstan i oktober 2002 ombord på en Proton-DM2 raket. Denna nådde till ett 700 km perigeum, vilket finjusteringsraketer ombord sedan höjde upp ur den kvarvarande atmosfären och de värsta delarna av strålningsbältena.  Apogeum trimmades med finjusterarna till att synkronisera med jordrotationen och satellitens jordbasstationer.
Observatoriet har noterat flera lyckade resultat, bland andra upptäckten av en mystisk "järn kvasar".  Den har även haft stor framgång i att undersöka gammablixtar och belägg för svarta hål.